# Obrium cicatricosum
Obrium cicatricosum är en skalbaggsart som beskrevs av Pierre Émile Gounelle 1909. Obrium cicatricosum ingår i släktet Obrium och familjen långhorningar.
Artens utbredningsområde är Paraguay. Inga underarter finns listade i Catalogue of Life.